# هاروا، اتیوپی
هاروا (به لاتین: Harewa) یک شهرک در اتیوپی است که در منطقه سومالی واقع شده‌است. هاروا ۷۹۰ متر بالاتر از سطح دریا واقع شده‌است.